# 清水市代
清水 市代（しみず いちよ、1969年1月9日 - ）は、日本将棋連盟所属の女流棋士。日本将棋連盟第18代会長（2025年6月より在任中）。高柳敏夫名誉九段門下。女流棋士番号は7（2011年3月31日までの旧番号は旧19）。東京都東村山市出身。東京都立清瀬高等学校卒業。 
女流タイトル獲得期数は通算43期（歴代2位）。女流タイトル戦が4つだった当時に全4棋戦でクイーン四冠を達成（クイーン名人〈1996〉・クイーン王位〈1998・10月〉・クイーン倉敷藤花〈1998・11月〉・クイーン王将〈2000〉、達成順）。
日本将棋連盟棋士会副会長（2009年4月 -2011年3月）、日本将棋連盟女流棋士会会長（2015年6月 - 2017年6月）、日本将棋連盟常務理事（2017年5月 - 2025年6月）を歴任した。 

## 棋歴

### 女流プロになるまで
小学3年生の時、自宅で将棋教室を営む父親に将棋の手ほどきを受ける。ただ、当時は外で体を動かして遊ぶ方が好きな少女であり、小学5年生の頃に鉄棒から落ちて右手を骨折したのを機に将棋に本気で取り組むようになった。その一方で理数系の科目が得意で、女流棋士になる以前は数学の教師になりたいという気持ちも持っていた。
1982年、中学2年生で女流アマ名人戦に初めて参加。自信満々だったが1回戦で敗退したことが生来の負けん気に火をつけた。翌年1983年、中学3年生のときに第15回女流アマ名人戦で優勝し、プロ入りを志すが清水の予想に反し父が大反対し、家族会議は半年にも及んだ。最後は「プロになるなら約束事を決めよう」となり「じゃあ、てっぺんを目指します」と言ったことで両親は納得。1984年の春に高柳敏夫八段（当時）に入門。
1984年度から発足した女流育成会の1期目に中学卒業後の15歳で参加するという、年齢的に遅めのスタートではあったが、女流プロ名人位戦・C級リーグ（女流育成会リーグ）で1位となり、C級上位2名とB級下位2名で争われる入れ替え戦（総当たり戦）に進出。1985年2月4日に行われた「入れ替え戦」では、B級から出場の寺下紀子の成績を上回り、清水は女流プロ名人位戦でB級昇級となり新制度での女流棋士第1号としてのデビューが決まった。
また、同時期に同じメンバーで実施された女流王将戦・C級リーグ（女流育成会リーグ）でも2位となり、C級上位2名とB級下位2名で争われる入れ替え戦（総当たり戦）に進出。
B級から出場の寺下紀子の引退により3名中上位2名がB級入りとなるところ、1985年3月12日に行われた「入れ替え戦」で2連勝で女流王将戦でもB級昇級となった。
女流育成会から「女流プロ名人位戦」「女流王将戦」のいずれかでB級昇級した場合には「女流3級」の女流棋士となるところ、清水は「女流プロ名人位戦」でのB級昇級で3級資格を得た上に「女流王将戦」でも同時期にB級昇級したことで、清水は高校2年生に上がった1985年4月1日付で「女流2級」として女流棋士になった。
初期の女流育成会制度で実施されていた、女流育成会（C級リーグ）上位者と女流棋士（B級リーグ）成績下位者とで争われた「入れ替え戦」を勝ち抜き女流棋士になったのは、清水市代だけである。なお、高柳には「タイトルをとるまで、恋も化粧もするな」とよく言われたという。

### 女流プロ入り後
詳細は、末尾の年表 を参照。
- 1987年度の第14期女流名人位戦[12]を皮切りに女流タイトルを次々獲得。林葉直子・中井広恵との女流三強を形成した。林葉が将棋界を離れた後も、中井との二強時代が続いた[18]。
- 1996年7月には、3年間遠ざかっていた女流王将に返り咲き、女流名人・女流王位・倉敷藤花と合わせて女流四冠独占を達成[12]。これにより文部大臣表彰も受けた[12]。同時期に羽生善治が七冠タイトルを独占していたことから、俗に「女羽生（おんなはぶ）」と呼ばれた[18]。1996年7月17日に文部大臣表彰[3]、1997年に都民文化栄誉章をそれぞれ受ける[19]。
- 2000年、5期目の女流王将を獲得してクイーン王将となり、他の3タイトルのクイーン称号と合わせてクイーン四冠を達成[12]。同年10月1日、女流棋士として史上最高位となる女流六段に昇段した[1][20][12]。
- 2004年、中井広恵と、女流棋士では初の百番指しを記録[21]。この時点での対戦成績は清水の60勝40敗であった[21]。
- 2008年度、2009年3月5日に第35期女流名人位戦五番勝負を制して矢内理絵子から女流名人を奪取し、女流タイトル獲得最年長記録を更新した（40歳1か月。それまでの記録は、斎田晴子の39歳11か月での倉敷藤花獲得）。
- 2010年度、コンピュータ将棋ソフト「あから2010」と対戦して敗北[22]。10月28日、第32期女流王将戦三番勝負で里見香奈に敗退し、1992年から常にタイトルを1つ以上保持し続けていた清水は、18年ぶりに無冠となった[23]。
- 2011年度、2012年2月19日に第5回大和証券杯ネット将棋・女流最強戦準決勝を対局し、女流公式戦年間対局数記録を更新した（49対局）[24]。また、3月22日に第39期女流名人位戦A級リーグ戦で中村真梨花女流二段に勝ち、女流公式戦年間勝数記録を更新した（40勝）[25]。2011年度の最終成績は、55対局・40勝15敗であった。3月26日の第23期女流王位戦挑戦者決定戦で里見香奈に敗れ[26]、女流王位戦連続登場記録が19年で止まる[27]。
- 2013年度、2014年3月14日の第25期女流王位戦挑戦者決定戦で中井広恵に勝利し、2012年2月以来のタイトル戦出場を決めた。
- 2014年度、第25期女流王位戦五番勝負では甲斐智美に敗退[28]。第36期女流王将戦三番勝負では香川愛生に敗退。第41期女流名人リーグを1位タイの6勝3敗で終え、プレーオフを制して挑戦権を獲得したが、五番勝負では里見香奈に敗退。
- 2015年度、第42期女流名人戦挑戦者決定リーグでは8勝1敗で2年連続の挑戦となるも、五番勝負では里見香奈を相手にフルセットに持ち込むも敗退。
- 2016年度、第43期女流名人戦挑戦者決定リーグでは旧Ａ級リーグ時代を含めて最上位リーグで初の負け越しを喫し、第14期に昇級して以来初の最上位リーグ陥落。
- 2017年度、2018年1月19日の第45期女流名人戦予選でカロリーナ・ステチェンスカに敗れ、女流名人挑戦者決定リーグ連続在位記録が31期で止まった（女流名人在位、女流名人リーグA級時代を含む）。第29期女流王位戦では挑戦者決定戦に進出するも、渡部愛に敗れて挑戦権獲得ならず。
- 2018年度、9月10日の第8期女流王座戦挑戦者決定戦で伊藤沙恵に勝ち[29]、2015年度の第42期女流名人戦以来となる約3年ぶりのタイトル挑戦を決め[30]、女流タイトル挑戦最年長記録（当時）を更新した（49歳8か月）[31][注釈 1]。里見香奈との五番勝負は0勝3敗のストレート負けに終わった[32]。
- 「類まれなる成績」により、2020年4月1日付で史上初の女流七段に昇段した[33][34]。
- 2025年6月、日本将棋連盟第18代会長に就任（女性として初、棋士以外で初）。

## 日本将棋連盟幹部として
2017年5月に、日本将棋連盟常務理事に就任（担当業務は渉外部・事業部）。一般社団法人及び一般財団法人に関する法律を根拠法とする法人である日本将棋連盟の常務理事は、株式会社の役付取締役に相当する。女流棋士が連盟の常勤の理事となったのは、清水が史上初である。
2025年6月6日、第17代会長の羽生善治の後継として、女流棋士として初となる第18代日本将棋連盟会長に選任された。
- 2017年05月29日 - 日本将棋連盟 常務理事（2025年6月まで）
- 2025年06月06日 - 日本将棋連盟 会長（第18代会長、在任中）

## 人物
- 一人っ子である[9]。父親の名前「友市」の一字を取って「市代」と名付けられた[10]。
- 師匠の高柳には高校進学を反対されていたが、勉強も好きだったため反対を押し切る形で進学。そのため弱音を吐くことも欠席することもなかった[9]。
- かつては女流棋士を弟子に持つ唯一の女流棋士であった[36]。1999年の女流王将戦で、弟子の石橋幸緒と師弟対決が実現し石橋が清水からタイトル奪取した[37]。
- 勝負に徹する堅い性格のイメージがあるが、おちゃめな一面も持っており、著書や将棋雑誌のエッセイなどではかなりくだけた文体で文章を書く[38]。
- 対局中はいつも背筋をピンと伸ばす、駒音はほどほどにするなど、作法にこだわりがある[39]。
- 父が始めた教室を引き継ぐ形で子供向け将棋教室「ショウギ・キッズ・ハウス」を開いている[40][41]。
- 趣味は読書（池波正太郎の時代小説などが特にお気に入り）、茶道（表千家。19歳から習っている[10]）、家庭菜園など[11][9]。
- 1992年5月8日に行われた女流王将就位式の際、同日付で日本棋院から囲碁初段の免状が贈られている[42]。

### テレビ出演
- 1993年1月20日放送のさすらい刑事旅情編V「山形新幹線・殺意の名将戦振り飛車の女」に女流棋士・森川成美役で出演。他に、同じく女流棋士の斎田晴子とプロ棋士の小林健二も共演している[3]。
- 1993年4月～1996年3月、NHK-BS「囲碁・将棋ウィークリー」（現「囲碁・将棋ジャーナル」）の司会を担当[3]。
- 2003年4月から半年間、女流棋士として初めてNHK将棋講座の講師を務めた[3]。
- 2014年4月から2016年3月にかけてNHK杯テレビ将棋トーナメントの司会を担当した[43]。

## 昇段履歴
- 1984年04月01日 - 女流育成会入会
- 1985年02月04日 - （女流プロ名人位戦 B級昇級 = 女流3級資格）
- 1985年03月12日 - （女流王将戦 B級昇級 = 女流3級資格）
- 1985年04月01日 - 女流2級（女流プロ名人位戦B級、女流王将戦B級）= プロ入り
                1986年01月17日（女流1級 = 飛び級）
- 1986年01月17日 - 女流初段（女流王将リーグA級入り）
- 1987年09月21日 - 女流二段（レディースオープントーナメント優勝）
- 1988年02月08日 - 女流三段（タイトル1期／第14期女流名人位戦）
- 1992年04月01日 - 女流四段（タイトル3期／第14期女流王将戦）
- 1995年04月01日 - 女流五段（「抜群の成績と実績」／女流三冠・タイトル7期）
- 2000年10月01日 - 女流六段（「抜群の成績と実績」／クイーン四冠達成） = 史上初の女流六段昇段[20]
- 2020年04月01日 - 女流七段（「類いまれなる成績」）= 史上初の女流七段昇段[33][34]

## 主な成績

### 女流タイトル・永世称号
詳細は末尾の年表 を参照。
他の女流棋士との比較は、棋戦 (将棋)#女流タイトル 、および、将棋の女流タイトル在位者一覧 を参照。
| タイトル | 番勝負           | 獲得年度                                                 | 登場 | 獲得期数         | 連覇                  | 永世称号 (クイーン称号)       |
| 白玲 | 七番勝負 9-11月  | －                                                       | －   | －               | －                    |                               |
| 清麗 | 五番勝負 8-9月   | －                                                       | －   | －               | －                    |                               |
| 女王 | 五番勝負 4-5月   | －                                                       | －   | －               | －                    |                               |
| 女流王座 | 五番勝負 10-12月 | －                                                       | 02回 | －               | －                    |                               |
| 女流名人 | 五番勝負 1-2月   | 1987(第14期)、1989、1994-98、2003-04、2008               | 20回 | 10期 （歴代2位） | 5連覇 （歴代2位）     | クイーン名人 (1997年2月)      |
| 女流王位 | 五番勝負 4-6月   | 1993(第4期) -96、1998-2006、2009                         | 20回 | 14期 （歴代1位） | 9連覇 （歴代1位）     | クイーン王位 (1998年10月)     |
| 女流王将 | 三番勝負 10月    | 1991…93(第14-15期)、1996(第18期)、1998、2000-01、2007-09 | 15回 | 9期 （歴代2位）  | 3連覇 （歴代2位タイ） | クイーン王将 (2000年6月)      |
| 倉敷藤花 | 三番勝負 11月    | 1994(第2期) -2000、2004-05、2007                         | 14回 | 10期 （歴代2位） | 7連覇 （歴代1位）     | クイーン倉敷藤花 (1998年11月) |
| タイトル獲得 合計43期 = 歴代2位 / 登場回数 合計71回 （番勝負終了前は除く。最新は2018年11月の女流王座戦敗退） |                  |                                                          |      |                  |                       |                               |

| 01位 | 0 福間香奈*0 | 64期 | (80回) |
| 02位 | 0 清水市代*0 | 43期 | (71回) |
| 03位 | 0 中井広恵*0 | 19期 | (44回) |
| 04位 | 0 西山朋佳*0 | 18期 | (30回) |
| 05位 | 0 林葉直子00 | 15期 | (23回) |
|      | 0            |      |        |

| 6位  | 0 加藤桃子*   | 09期 | (23回) |
| 7位  | 0 甲斐智美    | 07期 | (14回) |
|      | 0 蛸島彰子    | 07期 | (11回) |
| 9位  | 0 矢内理絵子* | 06期 | (18回) |
| 10位 | 0 斎田晴子*   | 04期 | (12回) |
|      | 0 山下カズ子  | 04期 | (6回)  |

| 01位 | 0 福間香奈*0 | 64期 | (80回) |
| 02位 | 0 清水市代*0 | 43期 | (71回) |
| 03位 | 0 中井広恵*0 | 19期 | (44回) |
| 04位 | 0 西山朋佳*0 | 18期 | (30回) |
| 05位 | 0 林葉直子00 | 15期 | (23回) |
|      | 0            |      |        |

| 6位  | 0 加藤桃子*   | 09期 | (23回) |
| 7位  | 0 甲斐智美    | 07期 | (14回) |
|      | 0 蛸島彰子    | 07期 | (11回) |
| 9位  | 0 矢内理絵子* | 06期 | (18回) |
| 10位 | 0 斎田晴子*   | 04期 | (12回) |
|      | 0 山下カズ子  | 04期 | (6回)  |

### 女流一般棋戦優勝
優勝年度・詳細は末尾の年表 を参照。
- レディースオープントーナメント 7回[1]
- 鹿島杯女流将棋トーナメント 3回[1]
- 大和証券杯ネット将棋・女流最強戦 1回[1]

合計11回

### 記録
歴代1位記録
※2021年6月5日現在
- 女流タイトル戦関連
  - 女流タイトル戦登場回数 - 71回
  - 女流タイトル最年長獲得 - 40歳1か月（第35期女流名人位戦）
  - 女流タイトル最年長在位 - 41歳9か月（第32期女流王将戦<失冠>）
  - 同一女流タイトル獲得 - 14期（女流王位：1993-1996・1998-2006・2009年度）
  - 同一女流タイトル戦連続登場回数 - 19期（女流王位：1993-2011年度）
  - 同一女流タイトル戦通算登場回数 - 20期（女流王位：1993-2011・2014年度、女流名人：1987-1990・1992・1994-1999・2003-2005・2008-2011・2014-2015年度）

- 優勝関連
  - 通算女流公式戦優勝回数 - 54回（女流タイトル戦43・女流一般棋戦11）
  - 女流一般棋戦優勝 - 11回

- 将棋大賞関連
  - 女流最高賞受賞回数 - 13回（女流棋士賞8回・最優秀女流棋士賞5回）
  - 女流最多対局賞受賞回数 - 3回（2010・2011・2014年度）
  - 女流年度最多対局 - 55局 （2011年度）

その他の記録
- 年度最高勝率 =0.8966（26勝3敗、1993年度、歴代1位）
- 女流年度最多勝利 = 40勝（2011年度、歴代2位タイ）[注釈 3]
- 女流名人位戦「A級リーグ戦」全勝[注釈 4] = 通算2回 / 第37期=2010年度（8勝0敗）、第38期（9勝0敗）
- 女流棋士通算400勝（女流史上2人目、女流通算400勝141敗）[44]
002007年04月03日、第29期女流王将戦（対 里見香奈女流初段 戦）[44][注釈 5]
- 女流棋士通算500勝（女流史上2人目、女流通算500勝188敗）[45]
002011年09月26日、第38期女流名人戦（対 中村真梨花女流二段 戦）[45]
- 女流棋士通算600勝（女流史上2人目、女流通算600勝252敗 = 将棋栄誉賞）[46]
002016年11月28日、第43期女流名人戦（対 甲斐智美女流五段 戦）[46]
- 女流棋士通算700勝（女流史上2人目、女流通算700勝335敗）[47][48]
002023年07月29日、第17期マイナビ女子オープン（対 山田久美女流四段 戦）[47][48]

### 年度別成績
| 年度         | 対局数 | 勝数 | 負数 | 勝率   | (出典) |
| ------------ | ------ | ---- | ---- | ------ | ------ |
| 1984年度     | 1      | 1    | 0    | 1.0000 |        |
| 1985年度     | 15     | 13   | 2    | 0.8667 |        |
| 1986年度     | 17     | 12   | 5    | 0.7059 |        |
| 1987年度     | 25     | 21   | 4    | 0.8400 |        |
| 1988年度     | 13     | 6    | 7    | 0.4615 |        |
| 1989年度     | 30     | 23   | 7    | 0.7667 |        |
| 1990年度     | 26     | 18   | 8    | 0.6923 | [ 49 ] |
| (小計)       | 127    | 94   | 33   |        |        |
| 年度         | 対局数 | 勝数 | 負数 | 勝率   | (出典) |
| 1991年度     | 32     | 25   | 7    | 0.7813 | [ 50 ] |
| 1992年度     | 23     | 15   | 8    | 0.6522 | [ 51 ] |
| 1993年度     | 29     | 26   | 3    | 0.8966 | [ 52 ] |
| 1994年度     | 34     | 29   | 5    | 0.8529 | [ 53 ] |
| 1995年度     | 20     | 16   | 4    | 0.8000 | [ 54 ] |
| 1996年度     | 20     | 13   | 7    | 0.6500 | [ 55 ] |
| 1997年度     | 33     | 24   | 9    | 0.7273 | [ 56 ] |
| 1998年度     | 27     | 22   | 5    | 0.8148 | [ 57 ] |
| 1999年度     | 27     | 19   | 8    | 0.7037 | [ 58 ] |
| 2000年度     | 26     | 21   | 5    | 0.8076 | [ 59 ] |
| (小計)       | 271    | 210  | 61   |        |        |
| (累計)       | 398    | 304  | 94   |        |        |
| 年度         | 対局数 | 勝数 | 負数 | 勝率   | (出典) |
| 2001年度     | 30     | 19   | 11   | 0.6333 | [ 60 ] |
| 2002年度     | 22     | 12   | 10   | 0.5454 | [ 61 ] |
| 2003年度     | 30     | 23   | 7    | 0.7666 | [ 62 ] |
| 2004年度     | 22     | 18   | 4    | 0.8181 | [ 63 ] |
| 2005年度     | 17     | 9    | 8    | 0.5294 | [ 64 ] |
| 2006年度     | 21     | 14   | 7    | 0.6666 | [ 65 ] |
| 2007年度     | 30     | 20   | 10   | 0.6666 | [ 66 ] |
| 2008年度     | 39     | 26   | 13   | 0.6666 | [ 67 ] |
| 2009年度     | 22     | 14   | 8    | 0.6363 | [ 68 ] |
| 2010年度     | 30     | 18   | 12   | 0.6000 | [ 69 ] |
| (小計)       | 263    | 173  | 90   |        |        |
| (累計)       | 661    | 477  | 184  |        |        |
| 年度         | 対局数 | 勝数 | 負数 | 勝率   | (出典) |
| 2011年度     | 55     | 40   | 15   | 0.7272 | [ 70 ] |
| 2012年度     | 27     | 17   | 10   | 0.6296 | [ 71 ] |
| 2013年度     | 25     | 18   | 7    | 0.7200 | [ 72 ] |
| 2014年度     | 37     | 21   | 16   | 0.5675 | [ 73 ] |
| 2015年度     | 30     | 20   | 10   | 0.6666 | [ 74 ] |
| 2016年度     | 27     | 12   | 15   | 0.4444 | [ 75 ] |
| 2017年度     | 29     | 17   | 12   | 0.5862 | [ 76 ] |
| 2018年度     | 31     | 20   | 11   | 0.6451 | [ 77 ] |
| 2019年度     | 25     | 15   | 10   | 0.6000 | [ 78 ] |
| 2020年度     | 20     | 7    | 13   | 0.3500 | [ 79 ] |
| (小計)       | 306    | 187  | 119  |        |        |
| (累計)       | 967    | 664  | 303  |        |        |
| 年度         | 対局数 | 勝数 | 負数 | 勝率   | (出典) |
| 2021年度     | 31     | 19   | 12   | 0.6129 | [ 80 ] |
| 2022年度     | 28     | 13   | 15   | 0.4642 | [ 81 ] |
| 2023年度     | 23     | 12   | 11   | 0.5217 | [ 82 ] |
| 2024年度     | 20     | 8    | 12   | 0.4000 | [ 83 ] |
| (小計)       | 102    | 52   | 50   |        |        |
| 通算         | 1069   | 716  | 353  | 0.6697 | [ 84 ] |
| 2024年度まで |        |      |      |        |        |

| 年度         | 対局数       | 勝数         | 負数         | 勝率         | (出典)       |
| 通算         | 186          | 29           | 157          | 0.1559       | [ 84 ]       |
| 2024年度まで | 2024年度まで | 2024年度まで | 2024年度まで | 2024年度まで | 2024年度まで |
| ------------ | ------------ | ------------ | ------------ | ------------ | ------------ |

## 表彰
日本将棋連盟 表彰
- 2009年11月17日 - 現役勤続25年[1]
- 2016年11月28日 - 将棋栄誉賞（女流公式戦通算600勝）[85][注釈 6]

日本将棋連盟以外の表彰
- 1996年07月 - 文部大臣表彰[1][12]
- 1997年02月 - 都民文化栄誉章[1][12]
- 2000年11月 - 東村山市民栄誉賞[1][12]
- 2008年08月 - 倉敷市将棋文化栄誉章[1][88]

## 著書
- 『清水市代の将棋トレーニング』（NHK出版）ISBN 978-4-14-016139-5
- 『天辺―将棋・女流トッププロの生き方』（毎日コミュニケーションズ）ISBN 4-8399-1522-9
- 『清水市代の囲いのエッセンス』（毎日コミュニケーションズ）ISBN 978-4895635943

## 年表
| - タイトル戦の欄の氏名は対戦相手。 色付き のマス目は獲得（奪取または防衛）。 濃い色Q のマス目はクイーン称号獲得。 0L はタイトル戦敗退(失冠)、 0全冠 は全冠(当時)の独占。 － は棋戦創設前または不参加。 氏名の下は左から順に、o : 清水の勝ち / x : 清水の負け / s : 千日手による日程繰り延べ（例外的措置） - 将棋大賞は、★ : その年時点の女流最高賞 / 最女 : 最優秀女流棋士賞 / 女棋 : 女流棋士賞 特別 : 特別賞 / 女対 : 女流最多対局賞 |

| 年度 | 女流タイトル                                | 女流タイトル                         | 女流タイトル                       | 女流タイトル | 女流タイトル | 女流タイトル            | 女流タイトル                       | 女流タイトル                           | その他 優勝 | 将棋大賞        | 備考                                                                                |
| 年度 | 女王 4-5月                                  | 女流王将 10月                        | 女流王位 4-6月                     | 清麗 8-9月   | 白玲 9-11月  | 女流王座 10-12月        | 倉敷藤花 11月                      | 女流名人 1-2月                         | その他 優勝 | 将棋大賞        | 備考                                                                                |
| 1985 | －                                          | <第8期>                              | －                                 | －           | －           | －                      | －                                 | <第12期>                               |             |                 | ・女流2級(4月)= デビュー ・女流初段(1986年1月)                                      |
| 1986 | －                                          |                                      | －                                 | －           | －           | －                      | －                                 |                                        |             |                 |                                                                                     |
| 1987 | －                                          |                                      | －                                 | －           | －           | －                      | －                                 | 中井広恵 ooo                           | LOT         | ★女棋           | ・女流二段(9月) ・女流三段(1988年2月)                                               |
| 1988 | －                                          |                                      | －                                 | －           | －           | －                      | －                                 | L中井広恵 xooxx                        |             |                 |                                                                                     |
| 1989 | －                                          |                                      | －                                 | －           | －           | －                      | －                                 | 中井広恵 ooo                           |             |                 |                                                                                     |
| 1990 | －                                          |                                      | <第1期>                            | －           | －           | －                      | －                                 | L林葉直子 xxox                         |             |                 |                                                                                     |
| 1991 | －                                          | 林葉直子 oxo                         |                                    | －           | －           | －                      | －                                 |                                        | LOT         | ★女棋           | ・林葉の女流王将連覇を10で止める                                                    |
| 1992 | －                                          | ↓                                    |                                    | －           | －           | －                      | －                                 | L中井広恵 xxx                          | LOT         |                 | ・女流四段（4月1日） ・女流王将戦番勝負開催せず                                     |
| 1993 | －                                          | 林葉直子 oo                          | 中井広恵 oxoo                      | －           | －           | －                      | <第1期>                            |                                        | LOT         | ★女棋           |                                                                                     |
| 1994 | －                                          | L斎田晴子 xx                         | 中井広恵 ooo                       | －           | －           | －                      | 林葉直子 oo                        | 中井広恵 ooo                           |             | ★女棋           |                                                                                     |
| 1995 | －                                          |                                      | 矢内理絵子 ooo                     | －           | －           | －                      | 斎田晴子 oxo                       | 中井広恵 ooo                           |             | ★女棋           | ・女流五段（4月1日）                                                                |
| 年度 | 女王 4-5月                                  | 女流王将 5-7月                       | 女流王位 9-11月                    | 清麗 8-9月   | 白玲 9-11月  | 女流王座 10-12月        | 倉敷藤花 11月                      | 女流名人 1-2月                         | その他 優勝 | 将棋大賞        | 備 考                                                                               |
| 1996 | －                                          | 全冠<第18期> 中井広恵 oxxoo 四冠独占 | 全冠<第7期> 石橋幸緒 ooxo 四冠維持 | －           | －           | －                      | 全冠<第4期> 木村さゆり oo 四冠維持 | 全冠/Q<第23期> 中井広恵 xoxoo 四冠維持 |             | ★女棋 特別      | ・四冠独占(1) = 女流王将戦 (1996年7月実施) ・クイーン名人(通算5期)                  |
| 1997 | －                                          | L斎田晴子 oxoxx                      | L矢内理絵子 oxxox                  | －           | －           | －                      | 中井広恵 oxo                       | 中井広恵 ooo                           | LOT 鹿島杯  | ★女棋           |                                                                                     |
| 1998 | －                                          | 斎田晴子 ooo                         | 全冠/Q矢内理絵子 xooo 四冠独占     | －           | －           | －                      | 全冠/Q碓井涼子 oxo 四冠維持        | 全冠碓井涼子 ooxo 四冠維持             |             | ★女棋           | ・四冠独占(2) = 女流王位戦 ・クイーン王位(通算5期) ・クイーン倉敷藤花(通算5期)      |
| 1999 | －                                          | L石橋幸緒 ooxxx                      | 碓井涼子 ooxo                      | －           | －           | －                      | 矢内理絵子 oo                      | L中井広恵 xxx                          | 鹿島杯      |                 | ・弟子の石橋に初タイトルを献上                                                      |
| 2000 | －                                          | Q石橋幸緒 oxoo                       | 碓井涼子 ooo                       | －           | －           | －                      | 矢内理絵子 oo                      |                                        | LOT         | ★最女           | ・クイーン王将（通算5期） =「クイーン四冠」達成(2000年6月) ・女流六段(10月、史上初) |
| 2001 | －                                          | 矢内理絵子 xooo                      | 中井広恵 xxooo                     | －           | －           | －                      | L中井広恵 xox                      |                                        |             | 女棋            |                                                                                     |
| 2002 | －                                          | L中井広恵 xxx                        | 石橋幸緒 ooo                       | －           | －           | －                      |                                    |                                        |             |                 |                                                                                     |
| 2003 | －                                          |                                      | 中井広恵 xooo                      | －           | －           | －                      |                                    | 中井広恵 oxoo                          | LOT         | ★最女           |                                                                                     |
| 2004 | －                                          |                                      | 矢内理絵子 ooo                     | －           | －           | －                      | 中井広恵 oxo                       | 千葉涼子 oxoo                          | 鹿島杯      | ★最女           |                                                                                     |
| 2005 | －                                          |                                      | 中井広恵 oxoo                      | －           | －           | －                      | 矢内理絵子 oo                      | L矢内理絵子 xxx                        |             |                 |                                                                                     |
| 2006 | －                                          |                                      | 石橋幸緒 ooxo                      | －           | －           | －                      | L斎田晴子 xox                      |                                        |             |                 |                                                                                     |
| 2007 | －                                          | 千葉涼子 xooo                        | L石橋幸緒 xoxox                    | －           | －           | －                      | 斎田晴子 xoo                       |                                        |             | ★最女           | ・林葉の同一タイトル10連覇に届かず = 女流王位戦                                     |
| 2008 | <第1期>                                     | 矢内理絵子 ooxo                      | L石橋幸緒 xxoox                    | －           | －           | －                      | L里見香奈 xx                       | 矢内理絵子 xooxo                       |             | ★最女           |                                                                                     |
| 2009 |                                             | 上田初美 oo                          | 石橋幸緒 xooxo                     | －           | －           | －                      |                                    | L里見香奈 xxx                          |             | 女棋            | ・女流王将戦10-11月開催                                                             |
| 2010 |                                             | L里見香奈 oxx                        | L甲斐智美 xxox                     | －           | －           | －                      |                                    | L里見香奈 xxx                          |             | 女対(30局)      | ・18年7ヶ月ぶりの無冠                                                               |
| 2011 |                                             |                                      | L甲斐智美 xxoox                    | －           | －           | L<第1期> 加藤桃子 xoxox | L里見香奈 xx                       | L里見香奈 oxxx                         | ネット      | 女棋 女対(55局) | ・年間最多勝数更新(40勝)                                                            |
| 2012 |                                             |                                      |                                    | －           | －           |                         |                                    |                                        |             |                 |                                                                                     |
| 2013 |                                             |                                      |                                    | －           | －           |                         |                                    |                                        |             |                 |                                                                                     |
| 2014 |                                             | L香川愛生 oxx                        | L甲斐智美 soxxx                    | －           | －           |                         |                                    | L里見香奈 xxx                          |             | 女対(37局)      |                                                                                     |
| 2015 |                                             |                                      |                                    | －           | －           |                         |                                    | L里見香奈 oxxox                        |             |                 |                                                                                     |
| 2016 |                                             |                                      |                                    | －           | －           |                         |                                    |                                        |             |                 | ・女流公式戦通算600勝                                                               |
| 2017 |                                             |                                      |                                    | －           | －           |                         |                                    |                                        |             |                 | 日本将棋連盟常任理事就任（2017年5月29日）                                           |
| 2018 |                                             |                                      |                                    | －           | －           | L里見香奈 xxx           |                                    |                                        |             |                 | ・49歳でタイトル挑戦 = 女流王座戦                                                   |
| 2019 |                                             |                                      |                                    | <第1期>      | －           |                         |                                    |                                        |             |                 |                                                                                     |
| 2020 |                                             |                                      |                                    |              | －           |                         |                                    |                                        |             |                 | ・女流七段(4月、史上初)                                                             |
| 2021 |                                             |                                      |                                    |              | <第1期>      |                         |                                    |                                        |             |                 |                                                                                     |
| 2022 |                                             |                                      |                                    |              |              |                         |                                    |                                        |             |                 |                                                                                     |
| 2023 |                                             |                                      |                                    |              |              |                         |                                    |                                        |             |                 |                                                                                     |
| 2024 |                                             |                                      |                                    |              |              |                         |                                    |                                        |             |                 |                                                                                     |
| 2025 |                                             |                                      |                                    |              |              |                         |                                    |                                        |             |                 | 日本将棋連盟会長就任(2025年6月6日)                                                  |
| 年度 | 女王 4-5月                                  | 女流王将 10月                        | 女流王位 4-6月                     | 清麗 8-9月   | 白玲 9-11月  | 女流王座 10-12月        | 倉敷藤花 11月                      | 女流名人 1-2月                         | その他 優勝 | 将棋大賞        | 備 考                                                                               |
| 合計 | －                                          | 登場15回 獲得9期                     | 登場20回 獲得14期                  | －           | －           | 登場2回                 | 登場14回 獲得10期                  | 登場20回 獲得10期                      | 11回        |                 |                                                                                     |
| 合計 | タイトル戦登場71回、獲得合計43期（歴代2位） |                                      |                                    |              |              |                         |                                    |                                        | 11回        |                 |                                                                                     |